# Ленц, Роберт Эмильевич
Роберт Эмильевич Ленц (1833—1903) — русский физик, заслуженный профессор, управляющий Экспедицией заготовления государственных бумаг, член-корреспондент Петербургской академии наук, действительный член Императорского Русского географического общества, тайный советник. Сын знаменитого российского физика Эмилия Христиановича Ленца.

## Биография
Родился 16 ноября 1833 года в Санкт-Петербурге. Первоначальное и среднее образование получил в Биркенруской гимназии (1844—1849) и во Второй Санкт-Петербургской гимназии, а высшее получил в Санкт-Петербургском университете, где в 1855 году окончил курс со степенью кандидата математических наук. Стал преподавать общую физику (с 1857 года ещё и техническую физику) в Петербургском технологическом институте. Преподавал также в университете, Горном институте и в строительном училище.
В последующие годы получил учёные звания магистра и доктора физики за исследование «О влиянии температуры на теплопроводность металлов» (1869).
В 1870—1880 годах был экстраординарным профессором по кафедре физической географии Санкт-Петербургского университета; в 1887 году утверждён в звании заслуженного профессора.
Став членом Императорского Русского географического общества (ИРГО), Ленц вскоре занял место председателя Отделения физической географии. Им были организованы все международные полярные станции и экспедиция для систематического исследования силы тяжести в России. Действительный член ИРГО, награждён малой золотой медалью ИРГО.
Он принимал личное участие в производстве астрономических и магнитных наблюдении в Персии и Афганистане.
В 1865 году вместе с А. И. Савичем объехал западный берег Финляндии для наблюдения над качанием маятника с целью определению силы тяжести.
Являлся представителем России на международных полярных конгрессах в Гамбурге, Берне и Вене, и на электрическом конгрессе в Париже.
Директор Экспедиции заготовления государственных бумаг с 1889 года, член Комитета министров. За 10 лет руководства Экспедицией заготовления государственных бумаг, он обогатил её множеством нововведений, обращая постоянно внимание на улучшение быта рабочих и служащих Экспедиции.
При нём были учреждены испытательные отделения экспедиции: химико-техническое, фото-химическое, художественное, открыты классы рисования и гравирования на меди.
Работы Роберта Ленца посвящены, главным образом, исследованию гальванического сопротивления аргентана, ртути, растворов различных солей и прочего.
Занимался также изучением прочности бумаги в зависимости от температуры, влажности и других условий.
Скончался 5 апреля 1903 года в имении Куярви близ станции Новая Кирка Финляндской железной дороги (ныне — посёлок Краснофлотское в Выборгском районе).